# 流泽大桥

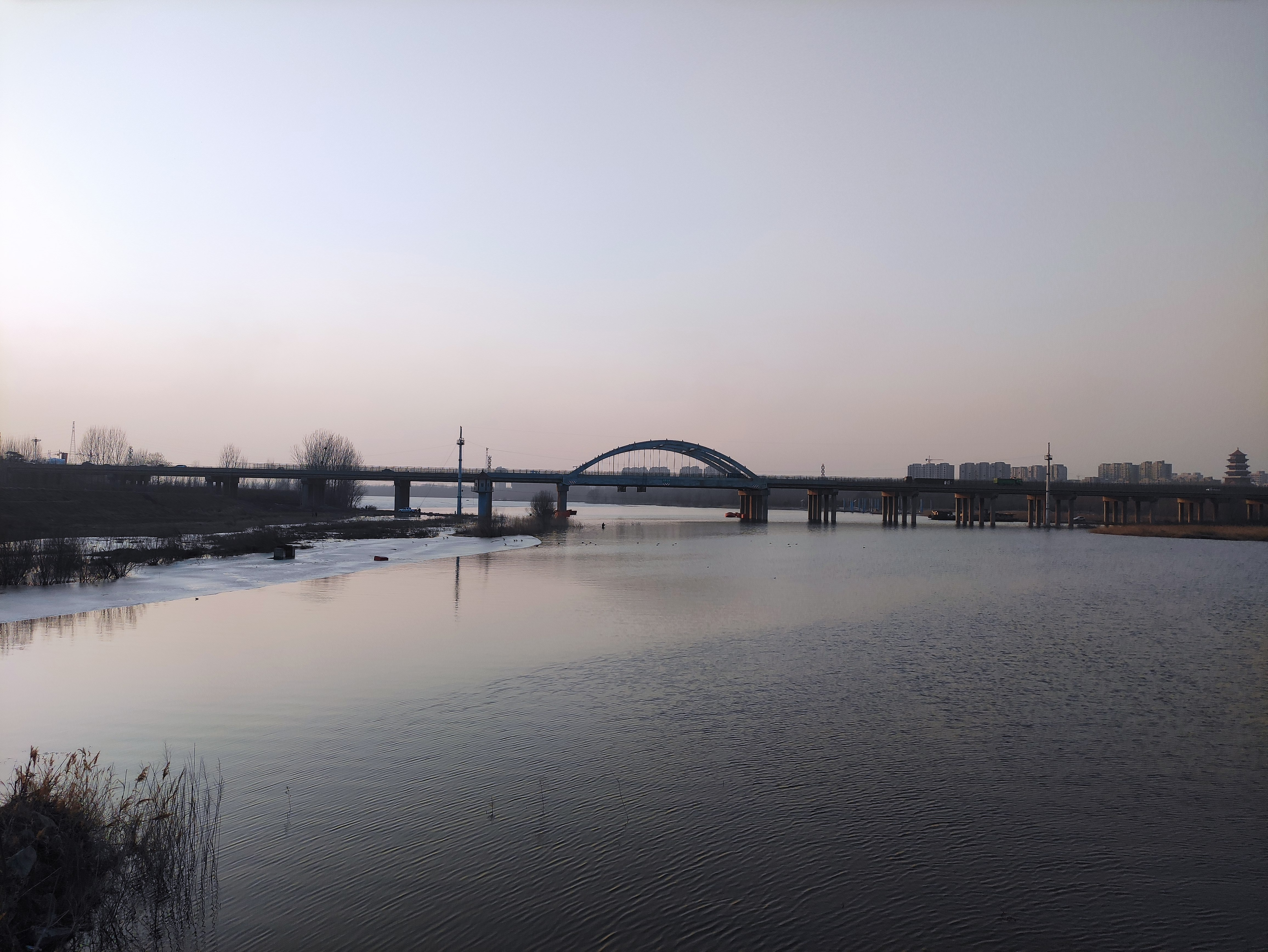
从流泽漫水桥远眺流泽大桥

流泽大桥位于山东省东平县彭集街道陈流泽村与东平街道之间，横跨大清河。105国道从该桥上通过。流泽大桥由东、西两座桥组成，西桥于1973年12月建成，桥长877.8米，宽8米，为双曲拱桥，2003年10月1日重建。东桥距离西桥5米，1995年12月建立，长880.15米，宽12米。